# Дејтон (Вајоминг)
Дејтон (енгл. Dayton) град је у америчкој савезној држави Вајоминг.

## Демографија
По попису из 2010. године број становника је 757, што је 79 (11,7%) становника више него 2000. године.
| Група             | 2000.       | 2010.       |
| Белци             | 638 (94,1%) | 697 (92,1%) |
| Афроамериканци    | 1 (0,1%)    | 0 (0,0%)    |
| Азијати           | 3 (0,4%)    | 2 (0,3%)    |
| Хиспаноамериканци | 11 (1,6%)   | 23 (3,0%)   |
| Укупно            | 678         | 757         |